# Baiquan
För andra betydelser, se Baiquan (olika betydelser).
Baiquan, tidigare stavat Paichüan, är ett härad som lyder under Qiqihars stad på prefekturnivå i Heilongjiang-provinsen i nordöstra Kina. Det ligger omkring 210 kilometer norr om provinshuvudstaden Harbin. 